# Petra ten Doesschate-Chu
Petra Ten-Doesschate Chu, née 15 octobre 1942 à Zeist aux Pays-Bas, est une historienne de l'art, spécialiste de l'art européen du XIXe siècle.

## Biographie
Petra Ten-Doesschate Chu naît le 15 octobre 1942 à Zeist aux Pays-Bas. Elle est la fille de Jurriaan (ophtalmologiste) et de Lidy (pédiatre) ten-Doesschate.
Elle obtient un doctorat à l'université d'Utrecht et un Ph.D. à l'université Columbia.
Elle est professeure d'histoire de l'art à l'université Seton Hall.

## Publications
- Courbet in perspective
- The Most Arrogant Man in France
- Dominique Vivant Denon: Etchings
- Nineteenth-century European Art[1]
- Correspondance de Courbet[3]
- (en) « Public Commemoration and Private Memory : Félix Bracquemond vis-à-vis the Siege of Paris and the Commune », Getty Research Journal,‎ 2013 (lire en ligne)